# کویچی ساکاگوچی
کویچی ساکاگوچی (انگلیسی: Kōichi Sakaguchi; ۱۰ فوریهٔ ۱۹۶۸ – ) بازیگر، و صداپیشگی در ژاپن اهل ژاپن بود.